# Социјална подршка
Социјална подршка је вид психолошке помоћи коју појединац може добити од неке друге особе или своје референтне групе (породица, вршњаци, колеге, пријатељи). Веома важан чинилац у процесу социјалне терапије и рехабилитације.